# SN 1999cz
SN 1999cz – supernowa typu Ic odkryta 21 czerwca 1999 roku w galaktyce NGC 5078. W momencie odkrycia miała maksymalną jasność 16,00m.